# Belgium Honda Motor
Belgium Honda Motor is een dochteronderneming van de Japanse Honda Motor Company Ltd.. Het bedrijf werd opgericht in 1962. Het bedrijf was bij zijn oprichting verantwoordelijk voor (een deel van) de productie, de verkoop en de service van lichte Honda-motorfietsen in de Europese Economische Gemeenschap. Tegenwoordig produceert men er onderdelen voor Honda-auto's. 

## Voorgeschiedenis
Soichiro Honda had al in 1954 zijn werknemers opgeroepen producten te maken die aan internationale kwaliteitsnormen voldeden. In eerste instantie om te voorkomen dat kwalitatief hoogwaardige motorfietsen uit het buitenland Honda van de Japanse markt zouden verdringen, maar ook om export mogelijk te maken. In dat jaar gingen de eerste Honda Cub F clip-on motoren naar Taiwan. Het Dream Model 4E ging naar Okinawa (toen nog "buitenland" omdat het onder Amerikaans bewind stond) en naar de Filipijnen. Als experiment werden ook enkele Honda Juno K-scooters naar de Verenigde Staten geëxporteerd. 
Vanaf 1956 werden enkele studiereizen georganiseerd om overzeese afzetmarkten te verkennen. Dat resulteerde in 1959 in de vestiging van American Honda in Los Angeles, dat de import in de Verenigde Staten verzorgde. Honda-motorfietsen werden toen al geëxporteerd naar Nederland en het Verenigd Koninkrijk, maar Honda was nog niet erg actief op de Europese markt. Het had wel al een Europees verkooppunt ingericht: European Honda GmbH in Hamburg. Op dat moment was Honda al de grootste fabrikant van motorfietsen ter wereld, maar het was moeilijk de Europese markt te bedienen, vooral na de oprichting van de EEG (toen nog: België, de Bondsrepubliek Duitsland, Frankrijk, Italië, Luxemburg en Nederland), die de Europese markt met hoge invoerrechten beschermde tegen inmenging vanuit de Verenigde Staten en de Sovjet-Unie. Zo kon Honda niet goed profiteren van de geweldige sportsuccessen: juist in juni 1961 eindigden Honda's op de eerste vijf plaatsen van de Lightweight 125 cc TT én op de eerste vijf plaatsen van de Lightweight 250 cc TT. Er ontstond een situatie waarin Europese klanten graag Honda-motorfietsen wilden kopen, die door de invoerrechten in de haven van Hamburg te duur zouden worden, terwijl Europese fabrikanten geen goede alternatieven boden. In december 1961 werden de plannen van de EEG definitief en bij Honda ontstond het plan om in Europa zelf te gaan produceren. Door de transportkosten vanuit Japan en de hoge invoerrechten zou men nauwelijks nog winst maken, maar door in Europa te produceren met onderdelen die voor ten minste 60% Europees waren hoefde men binnen Europa helemaal geen invoerrechten meer te betalen. Hideo Iwamura (onderdirecteur administratie) kreeg van algemeen directeur Takeo Fujisawa de opdracht om de Europese markt te verkennen en te zoeken naar een goede productieplaats. In januari 1962 ging Iwamura samen met Kenjiro Okayasu (logistiek manager) en Tetsuya Iwase (personeelsmanager van de Honda Training Division) naar Europa om zijn onderzoek te beginnen. Ze zochten naar een politiek stabiel land, met technisch hoog ontwikkeld personeel en een goede industrie voor de toelevering van onderdelen. Duitsland was een logische keuze,  het voldeed aan alle eisen en bovendien was daar de verkooporganisatie European Honda GmbH al gevestigd. Daar ging men als eerste naar toe om zich te laten informeren over de marktsituatie in Europa en mogelijke vestigingsplaatsen. Daar bleek ook dat het aandeel van de moped inmiddels zeer hoog was geworden: van de vraag van 2 miljoen motorfietsen per jaar in Europa bestond 80% uit bromfietsen. Ook was men verbaasd over de vele (brom)fietspaden in Europa. Door het Wirtschaftswunder was de werkloosheid in Duitsland echter zeer laag en waren de loonkosten hoog. Technisch personeel had al een baan in de vele auto- en motorfabrieken en de grondprijzen waren er hoog. Om dezelfde redenen vielen Italië en Frankrijk af. De industrialisatie in Nederland en België stond nog op een lager peil en beide landen ontvingen het Honda-onderzoeksteam met open armen. Daar werd het team begeleid door overheidsfunctionarissen die hun eigen land als ideale vestigingsplaats aanprezen. 

## Belgium Honda Motor
België was echter al veel verder in de levering van onderdelen voor autofabrieken en de lonen waren er laag. Men vond in Aalst de meest geschikte plaats, 40 km van Brussel en 40 km van de haven van Antwerpen, verbonden door autowegen en met een kanaal. 
Men moest nog een belangrijke hindernis nemen: de Japanse regering, die de uitvoer van buitenlandse valuta sterk moest beperken en eerder voor de vestiging van American Honda slechts een kwart van het gevraagde geld ter beschikking had gesteld. American Honda was echter alleen een verkooppunt, gevestigd in een voormalige fotostudio die voor 100.000 dollar was gekocht. Nu moesten er een fabriek en een hoofdkantoor worden gebouwd. Bovendien was dit de eerste keer dat een Japans bedrijf productiefaciliteiten in het buitenland zou openen. Uiteindelijk stemden het Ministerie van Internationale Handel en Industrie, het Ministerie van Financiën en de Bank van Japan in met een investering van 75 miljoen Belgische frank, in die tijd ongeveer gelijk aan 1,5 miljoen Amerikaanse dollars.
Iwamura kocht in Aalst een stuk grond dat ongeveer even groot was als de Honda-fabriek in Saitama, met ruimte voor een lasserij, een spuiterij en een complete productielijn. Iwamura zou algemeen directeur worden, Okayasu werd bedrijfsleider en verantwoordelijk voor de bouw van de fabriek en Iwase hoofd van de administratie. 
Men plande voorlopig een vrij kleine productie van 10.000 motor- en bromfietsen per maand. Er zouden twee Super Cub-modellen gebouwd worden: de C 100 en de C 110 Super Sports Cub, maar voornamelijk bromfietsen, die Honda R&D eerst nog moest ontwikkelen, want Honda had deze nog niet in haar programma. De productie zou nog verhoogd kunnen worden door in meer ploegen te werken en de fabriek kon ook nog uitgebreid worden. De meeste onderdelen moesten in België zelf geproduceerd worden, maar niet de motorblokken, die uit Japan zouden komen. Belgium Honda zou de machines verkopen in de Benelux, de rest van de EEG zou worden verzorgd door European Honda in Hamburg. 
De bouw van de fabriek onder leiding van Okayasu en Ryoji Matsui zou in februari 1963 moeten beginnen en maximaal vier maanden duren, zodat de eerste Honda's voor aanvang van het motorseizoen van de band zouden rollen. In Japan was een dergelijke korte bouwperiode heel normaal, maar in België had men veel meer last van regen en sneeuw. De Belgische aannemer bood Matsui een bouwplan aan dat weliswaar het aantal bouwdagen bevatte, maar geen einddatum. Matsui was ervan uitgegaan dat men - zoals in Japan -  verloren werkdagen zou inhalen door de inzet van extra personeel en zelfs overwerk in de weekeinden en vakanties en had geen rekening gehouden met het feit dat de Belgische wetgeving dat zelfs verbood. Aanvankelijk schoot het werk desondanks goed op, maar de winter van 1962-1963 zou uiteindelijk de strengste van de eeuw worden en in maart was de grond bevroren en bedekt met een dikke laag sneeuw. De bouw werd stilgelegd en de Japanse werknemers (men had een team van twaalf mensen meegenomen) maakten van de gelegenheid gebruik om de routes vast te stellen voor de aanvoer van onderdelen en de afvoer van complete producten. Ook had men grote problemen met het vinden van toeleveranciers voor grondstoffen en onderdelen, waardoor men zelfs moest uitwijken naar Nederland en de Bondsrepubliek Duitsland. Als men al onderdelen kon leveren waren die veel duurder dan in Japan. Bovendien kende Europa nog geen kwaliteitseisen zoals de Japanse Industriële Standaard. 
Ondanks al deze problemen rolde op 27 mei 1963, in de nog niet helemaal afgebouwde fabriek, de eerste Honda Super Cub C 100 van de band. 
De assemblage van de motorfietsen stuitte aanvankelijk op problemen. Honda had geen ervaring met assemblagefabrieken en de problemen ontstonden toen geleverde onderdelen niet aan de kwaliteitseisen bleken te voldoen of te laat arriveerden. Onderdelen uit Japan kwamen te laat door een douanestaking. Ook had het Belgische personeel geen ervaring met massaproductie, waardoor de dagelijkse productieaantallen niet gehaald werden. 
Honda organiseerde de werkvloer zoveel mogelijk zoals in Japan: brandschoon met personeel in de vlekkeloze witte overalls die ook in de Japanse fabrieken werden gedragen. Toch moest men rekening houden met lokale gebruiken en het taalprobleem. België was tweetalig en het grootste deel van het personeel sprak het dialect van Oost-Vlaanderen of Frans. De Japanners spraken meestal alleen Japans, in enkele gevallen gebrekkig Engels. Daarom moesten alle aanwijzingen worden vertaald door Engels sprekende Belgische ploegchefs. 
Op 5 september 1963 werd de fabriek feestelijk geopend en op 6 september werd er een groot gala georganiseerd waarbij vertegenwoordigers van de Belgische regering, de stad Aalst en Soichiro Honda zelf aanwezig waren. Het was kort voor het vijftienjarig jubileum van Honda, dat op 24 september 1948 was opgericht. 

### Problemen
De samenwerking tussen de Japanners en de Belgen verliep steeds beter, en Japanse gezinnen werden zelfs uitgenodigd op Vlaamse feestjes. De Vlaamse en Nederlandse markt voor bromfietsen was echter zeer groot, veel groter dan in de rest van Europa, en velen zagen in de komst van Honda een bedreiging voor de binnenlandse markt. Honda was inmiddels een grote wereldspeler geworden, met wereldtitels in de 125- en de 250- en 350cc-wegrace, terwijl de 50cc-klasse al vanaf haar oprichting was beheerst door Japanse machines (Suzuki). Kranten schreven negatief over de fabriek en men kon aanvankelijk maar moeilijk personeel krijgen. 
Een ander probleem was het feit dat de verkoop van de nieuw ontwikkelde Honda C 310 maar niet van de grond wilde komen. Honda moest voor België en Nederland speciale bromfietsen maken, omdat ze voorzien moesten zijn van trappers en maximaal 40 km/uur mochten rijden. De C 310 was een aangepaste Honda Super Cub en daarom veel zwaarder dan Europese tweetakt-bromfietsen. Het model leek met zijn beenschilden ook te veel op een motorfiets. Honda had juist gedacht dat de vrij grote C 310 de Europeanen - omdat ze langer waren dan Japanners, zou aanspreken, maar dat gebeurde niet. 
Ook reeds afgeleverde machines werden vaak naar de fabriek teruggestuurd met technische problemen. Soms waren die het gevolg van het feit dat bromfietsrijders uit gewoonte mengsmering in de tank hadden gedaan. 
Door dit alles kwam Belgium Honda in financiële problemen. Men kon geen kwaliteitsonderdelen meer kopen en het leek er zelfs op dat de fabriek zou moeten worden gesloten. 

### Takeo Fujisawa
Honda's financiële genie Takeo Fujisawa reisde af naar België om de problemen op te lossen. Hij sprak met lokale toeleveranciers en reorganiseerde het bedrijf zo, dat geen enkele werknemer hoefde te worden ontslagen. Hij droeg Honda R&D op te werken aan een bromfiets die meer succes in Europa zou hebben. Hij won het vertrouwen van de toeleveranciers, die bleven leveren ondanks de soms moeizame betalingen. Toch hielden de problemen enkele jaren aan, maar Honda begreep goed dat vertrekken uit Europa zou betekenen dat men nooit meer zou kunnen terugkeren. 
Uiteindelijk overleefde de fabriek, en in 1978 werd Honda Europe in Gent geopend. Honda was inmiddels ook al een groot autofabrikant geworden en ook de zware motorfietsen waren ingeburgerd in Europa. In Gent worden de in Japan geproduceerde modellen voor Europa geïmporteerd. 